# Séverine Vandenhende
Séverine Anne-Marie Vandenhende (ur. 12 stycznia 1974 w Dechy), francuska judoczka. Złota medalistka olimpijska z Sydney.
Walczyła w kategorii do 61 kilogramów (później 63 kg). Największy sukces odniosła na igrzyskach w 2000, zwyciężając w wadze do 63 kg. Była mistrzynią świata (1997) oraz medalistką mistrzostw Europy (brąz w 1997, srebro w 2000). Dwukrotnie zostawała mistrzynią Francji.
Startowała w Pucharze Świata w latach 1993, 1995–1998, 2000 i 2001.